# 内密出産
内密出産（ないみつしゅっさん、Confidential birth）は、母親が自身の身元を当局に開示されることなく行う出産のことである。以前は頻繁に（特に非嫡出子に対し）行われていた嬰児殺しを防止するために、内密出産は多くの国で何世紀にもわたって法制化されてきた。
内密出産においては母親の情報自己決定権が、子供の権利条約にも規定されている子供の「出自を知る権利」を保留させることになり、母親が意思を変えるか、成長のある段階になって子供が開示を要求する時点まで継続する。内密出産を超える考え方としては匿名出産があり、この場合母親は当局に全く身元情報を開示しないか、あるいは身元情報を当局が把握しても絶対に開示しないこととなる。

## 歴史
内密出産を定める法律の先駆けはスウェーデンに見られ、1778年に定められた嬰児殺防止法が匿名で出産できる権利と手段を認めていた。ただし1856年の法改正で匿名出産には制限が設けられ、助産師が母親の氏名を封印された封筒に保管するよう定められた。

### 日本国外の例
フランス
フランスにおいては内密出産は1793年に法制化された。この際、フランス民法典326条に内密出産とともに匿名出産が定められた。
ドイツ
2014年に法制化された。カウンセリング（妊娠葛藤相談）を受けた後も匿名を希望する場合は、内密出産を選択できる。
韓国
- 2024年7月、内密出産と同様の「保護出産」を認める特別法が施行された。困難を抱えた妊婦は、全国に16カ所ある「地域相談機関」に相談し、保護出産を選んだ場合、仮名で出産できることとなった[3]。

### 日本の例
2019年
- 12月、慈恵病院（熊本県熊本市）は日本初の「内密出産」の受け入れを表明。その後病院側は、2020年8月24日時点で「実施したケースはない」としていた[4]。

2021年
- 12月、慈恵病院において、国内で初めてとなる「内密出産」で赤ちゃんが生まれた[5]。

2022年
- 1月4日、慈恵病院は、前年12月に出産した10代女性が退院したことを発表した[6]。
- 2月10日、熊本市長大西一史は、内密出産を控える方針を転換し、慈恵病院で内密出産した女性について、母子の支援に対する協議を始めると発表した。大西市長は、病院が「母の名前を書かずに」出生届を提出した場合、熊本地方法務局の見解を受理を判断し、現行法で解決できない問題は国に協力を求める方針を示した[7]。
- 2月14日、熊本市は、熊本地方法務局からの回答を受け、無戸籍者になる不利益を解消する人道的観点から両親が不明の棄児に準じる形で市長による職権で戸籍が作成できるよう、出生日や出生地を同市に提供するように慈恵病院に求めていくことを発表した[8]。
- 2月25日、蓮田健院長が参院予算委員会に参考人として出席。
- 5月、2例目を発表。
- 6月、3例目を発表。
- 7月、4例目を発表。
- 9月30日、厚生労働省と法務省は、「内密出産」のガイドラインを初めてまとめた[9]。

2024年
- 11月28日、慈恵病院は、2021年12月の初事例から3年間で計38例の出産があったと発表した[10]。

2025年
- 3月31日、賛育会病院（東京都墨田区）が日本では2例目となる内密出産の受け入れを開始した[11]。同病院は費用は原則、女性側に請求する方針を示した。一般的な出産費用は50万円程度とされる[12]。
- 同日、慈恵病院は、東日本在住の女性から「費用の自己負担ができない」とする相談が寄せられていたことを明らかにした。蓮田健院長は「費用が払えないために、東京での出産を諦めようとしているのであれば、その費用は慈恵病院が負担する」と女性に伝えたと述べた[12]。